# 斯切戈姆卡河
51°06′23″N 16°49′47″E / 51.106439°N 16.829818°E

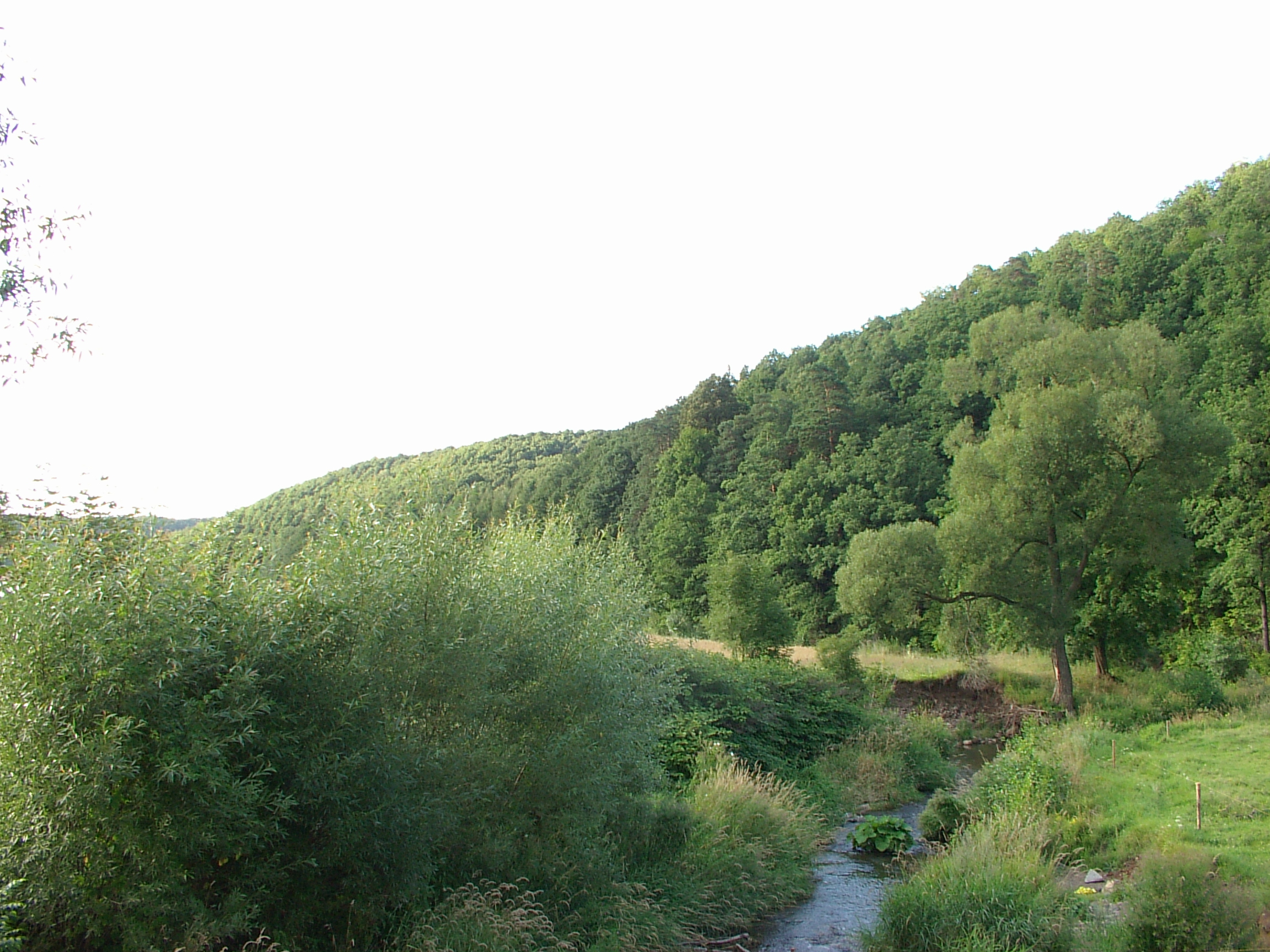

斯切戈姆卡河是波蘭的河流，位於該國西部，處於下西里西亞省，屬於貝斯奇察河的左支流，河道全長79公里，流域面積555平方公里，河口處在弗羅茨瓦夫以北。